# Krajnyák Zsuzsanna
Krajnyák Zsuzsanna (Budapest, 1978. december 23. –) ötszörös magyar paralimpiai ezüst- és hétszeres bronzérmes, világ- és Európa-bajnok tőr- és párbajtőrvívó. A legtöbb paralimpiai érmet szerző magyar sportoló; az első magyar Laureus-díj-ra jelölt sportoló.

## Sportpályafutása
Fejlődési rendellenességgel született. Hatéves korától úszott, asztaliteniszezett és kézilabdázott. 1998-ban Dani Gyöngyi tanácsára a vívást választotta. Pályafutása során "A" kategóriában versenyez, amely a kevésbé sérült, önállóan állni képes versenyzőket jelöli. Pályafutása során edzői: Feczer Viktor, Felletár György, Beliczay Sándor és Tóth András.

### 1998-2004
Az 1999-es budapesti világkupán már pástra lépett, ahol párbajtőrben nyolcadik lett. 2000 februárjában az oviedoi világkupán megismételte ezt a teljesítményét. Májusban az országos bajnokságon párbajtőrben bajnoki címet szerzett. Májusban Lonatoban a világkupán párbajtőr egyéniben ötödik. A júliusi budapesti világkupán párbajtőrben bronzérmet szerzett. Élete első paralimpiáján Sydneyben tőr és párbajtőr egyéniben bronzérmet szerzett. A tőrcsapat tagjaként a negyedik helyen végzett. A 2001 februári sevillai világkupán párbajtőr egyéniben győzött, tőrben pedig második lett. A 2001-es madridi Európa-bajnokságon párbajtőr egyéniben Európa-bajnok lett, a Pálfi Judit, Dani Gyöngyi, Jurák Andrea összeállítású párbajtőrcsapat tagjaként ezüstöt nyert, míg tőr egyéniben bronzéremmel gyarapította gyűjteményét. Év végén mindkét fegyvernemében megnyerte az országos bajnokságot. A 2002-es hazai rendezésű világbajnokságon párbajtőr egyéniben megszerezte első világbajnoki címét, a párbajtőr csapattal a harmadik helyen végzett, míg tőr egyéniben ezüst-, a csapattal pedig bronzérmes lett. A 2003 májusában rendezett lonatoi világkupán egyéniben egy-egy ezüstérmet szerzett tőrben és párbajtőrben. A júliusi EB-n, amelynek a francia főváros adott otthont, párbajtőr egyéniben, a csapattal párbajtőrben és tőrben is (Danival és Jurákkal) a dobogó legfelső fokára állhatott fel. A decemberi budapesti világkupán egyéniben mindkét fegyvernemében ezüstérmet szerzett. 2004 márciusában a madridi világkupán párbajtőrben bronzérmet szerzett, tőrben második lett. Az athéni játékok előtt az a megtiszteltetés érte, hogy májusban Bélafi Szilárd csörgőlabdázó társaságában ő mondhatta elő a paralimpiai eskü szövegét. Júliusban, a varsói világkupán párbajtőr egyéniben ezüstérmet, míg a tőrözőknél bronzérmet szerzett. Az athéni paralimpián a párbajtőrcsapat tagjaként ezüstérmet szerzett, majd a tőrcsapattal megismételte ezt a teljesítményét. Párbajtőr egyéniben pedig a dobogó harmadik fokára állhatott. Tőr egyéniben elvesztette a bronzcsatát és a negyedik helyen végzett. A decemberi Sissy-kupán párbajtőr egyéniben nyert, tőrben pedig a hatodik helyen végzett.

### 2005-2008
A 2005 májusi lonatoi világkupán párbajtőr egyéniben megnyerte a verseny küzdelmeit, majd a tőrözőknél ugyancsak a dobogó legfelsőbb fokára állhatott; ellenfele mindkétszer a francia Picot volt. A júliusi varsói világkupa eseményen tőr egyéniben bronzérmet szerzett, míg párbajtőrben döntőbe jutott, ahol ezüstérmes lett. A madridi Európa-bajnokságon a tőrözők és párbajtőrözők egyéni versenyében valamint csapatban szerzett bajnoki címet. A 2006 februári hongkongi világkupán párbajtőr egyéniben ezüstérmet szerzett. A júniusi torinoi világkupán tőr egyéniben nem talált legyőzőre. A júliusban megrendezett varsói világkupa-viadalon a párbajtőr és tőr fegyvernem egyéni küzdelmeiben, majd a tőrcsapat tagjaként döntőbe jutott és a második helyen végzett. Az októberi torinoi világbajnokságon mind a tőr, mind a párbajtőr csapattal egy-egy bronzérmet szerzett. 2007 márciusában a valenciai világkupán tőr egyéniben szerzett ezüstöt. Áprilisban, a világkupa következő állomásán, aminek Montréal adott otthont, párbajtőr egyéniben a dobogó második fokára állhatott fel. Májusban, a lonatoi versenyen tőr egyéniben bronzérmet szerzett. A júliusi varsói kontinens viadalon tőr egyéniben és csapatban, valamint a párbajtőrcsapattal újabb Európa-bajnoki címeket sepert be, míg párbajtőr egyéniben bronzérmet szerzett. 2008 első versenyén, a németországi Malchowban rendezett világkupán a párbajtőrcsapattal ezüstérmet szerzett. Harmadik paralimpiáján, Pekingben a korábbiaknál kevésbé volt sikeres: csak egyéniben rendeztek vívóversenyeket; párbajtőrben a bronzmérkőzésen egy tussal kapott ki, és lett legjobb európai versenyzőként negyedik. Tőrben nem jutott a legjobb négy közé, a hatodik helyen végzett.

### 2009-2012
2009-es évet kihagyta, mivel ekkor született a kislánya. A 2010-ben szülési szabadságából visszatérve első alkalommal októberben, az egri világkupán lépett újból pástra, ahol párbajtőr egyéniben és a csapattal is a legjobbnak bizonyult, tőrben pedig bronzérmet szerzett. A párizsi világbajnokságon párbajtőr egyéniben és a tőrcsapattal második lett. A párbajtőrcsapat az ötödik helyen végzett. 2011 májusában a montréali világkupán tőr egyéniben a nyolcadik helyen végzett. A lonatoi világkupán két aranyat (tőr és párbajtőr egyéni) és egy ezüstöt szerzett, utóbbit a tőrcsapat tagjaként. A júniusban megrendezett világkupa versenyen, amelynek Varsó adott otthont, a tőrözők egyéni küzdelmeiben ezüstérmes lett. A júliusi sheffieldi EB-n tőr- és párbajtőr egyéniben újabb Európa-bajnoki címnek örülhetett, akárcsak a tőr- és párbajtőrcsapat tagjaként. A szeptemberi egri világkupán párbajtőr egyéniben szerzett bronzérmet, tőr egyéniben ezüstérmes lett, a tőrcsapattal pedig aranyat szereztek. Az októberi cataniai világbajnokságon párbajtőr egyéniben elhódította a világbajnoki címet, tőr egyéniben egy szépen csillogó ezüsttel gyarapította gyűjteményét. A tőrcsapattal (Juhász Veronika, Dani Gyöngyi, Pálfi Judit) ugyancsak ezüstérmes lett, párbajtőrben pedig bronzot nyertek. Decemberben az országos bajnokságon tőrben győzött. 2012 januárjában a németországi malchowi világkupaversenyen tőr, valamint párbajtőr egyéniben harmadik lett, míg a csapattal a döntőben Kína túl nagy falatnak bizonyult, így ezüstöt nyertek. A májusi lonatoi világkupaállomáson a párbajtőr egyéni küzdelmeiben győzött, tőrben pedig ezüstöt szerzett. Júliusban a varsói világkupát párbajtőr egyéniben megnyerte, tőrben és a párbajtőrcsapattal második helyen végzett. A londoni paralimpián előbb tőr egyéniben a legjobb négy között Juhász Veronikát győzte le és szerzett bronzérmet. Ezt követően párbajtőr egyéniben, majd a párbajtőrcsapat tagjaként a döntőben Kínától kikapva Juhász Veronikával és Dani Gyöngyivel ezüstérmet szerzett. A játékok után hozták nyilvánosságra, hogy a paralimpia előtti utolsó erőnléti edzésen megsérült, beszakadt a vállizma, a verseny során végig sérülten versenyzett. A decemberi egri világkupán sérülten versenyzett, a paralimpián megsérült válla még nem volt tökéletes, ennek ellenére mindkét fegyvernemében nyerni tudott. A párbajtőrcsapatok versenyét sérülése miatt ki is hagyta, helyére Hajmási Éva állt be. Ezen a versenyen tőrben csak magyarok álltak a dobogón.

### 2013-2016
2013 májusában a lonatoi világkupán jó eredményeket ért el: a párbajtőrt egyéniben megnyerte, míg tőrben ezüstérmet szerzett. A nyári varsói világkupán tőrben és párbajtőrben is ezüstérmes lett. Az év legfontosabb versenyén, a hazai rendezésű világbajnokságon egyéniben nem jött ki neki a lépés: párbajtőrben hatodik, tőrben ötödik, a tőr- és párbajtőrcsapattal viszont dobogóra tudott állni és harmadik helyezést ért el; majd az év végén Hong Kongban ugyanebben a fegyvernemben ugyancsak bronzérmet szerzett. 2014 januárjában a malchowi világkupán tőr egyéniben megnyerte a viadalt, míg párbajtőrben ezüstérmes lett. Márciusban a francia fővárosban versenyeztek, ahol újfent tőr egyéniben nyert. A nyári strasbourgi EB-n tőrben Európa-bajnoki címet szerzett, párbajtőrben pedig az ötödik helyen végzett. A varsói világkupát szeptemberben megnyerte a tőrcsapattal, tőr egyéniben ezüstöt szerzett, párbajtőrben pedig bronzot. Novemberben a világkupa egri állomásán tőr egyéniben magyar házidöntőben nyert, a csapattal duplázott, majd párbajtőrben ugyancsak honfitársa ellen szerezte meg harmadik elsőségét. Decemberben megnyerte az országos bajnokságot, majd párbajtőr egyéniben megnyerte a hong kong-i világkupát. 2015 májusában a montréali világkupán tőr és párbajtőr egyéniben bronzérmet szerzett, a párbajtőr csapattal (Krajnyák, Dani, Veres) pedig megnyerték a viadalt. A nyár folyamán Varsóban a tőr egyéniben nyerni tudott, a párbajtőrcsapat tagjaként Dani Gyöngyivel és Jurák Andreával bronzérmet szerzett. Az egri világbajnokságon párbajtőr egyéniben ötödik, tőr egyéniben a döntőig menetelt, ott kínai ellenfelétől szenvedett vereséget és lett második. A tőrcsapat tagjaként ezüstérmet, a párbajtőrcsapattal pedig bronzérmet szerzett. Az októberi párizsi világkupán a tőrcsapattal második helyezést ért el. A 2016-os egri világkupán tőr egyéniben bronzérmet szerzett, a tőrcsapattal pedig megnyerte a kupát. Párbajtőrben pedig a nyolcaddöntőben búcsúzott a további küzdelmektől. A 2016 májusában megrendezett Európa-bajnokságon, amelynek első ízben adott otthont Casale Monferrato városa, tőr egyéniben bronzérmet szerzett, majd a tőrcsapattal újabb Európa-bajnoki címet zsebelt be. A júliusi, lengyel fővárosban tartott világkupaversenyen tőr egyéniben szerzett bronzérmet. A riói paralimpián párbajtőr egyéniben a negyedik helyen végzett; tőr egyéniben bronzérmes lett, a tőrcsapat tagjaként Dani Gyöngyivel és Hajmási Évával a kínaiak mögött ezüstérmet szerzett. Párbajtőrben Dani mellett Veres Amarilla volt a csapat tagja, velük a dobogó harmadik fokára állhatott. A párbajtőr asszókat sérülten vívta végig.

### 2017-2021
2017 februárjában az egri vk-n tőrben ezüst, párbajtőrben bronzérmet szerzett, míg a tőrcsapat tagjaként ugyancsak második helyen végzett. Márciusban a pisai világkupán párbajtőr egyéniben bronzérmet szerzett. Májusban a hollandiai stadskanaali világkupán párbajtőr egyéniben bronzérmes lett, tőrben győzött, csakúgy, mint a párbajtőrcsapat tagjaként. A magyar küldöttség teljesítményének köszönhetően elnyerte a Nemzetek Kupáját is. Varsóban egyéniben a korábbiaknál kissé visszafogottabban teljesített a világkupán, mind tőrben, mind párbajtőrben az ötödik helyen végzett. A római vb-n egyéniben mindkét fegyvernemében világbajnoki címet szerzett, tőrben Hajmási Évát legyőzve. A csapatversenyben ugyancsak mindkét fegyvernemében harmadikok lettek. A novemberi integrált országos bajnokságon tőr egyéniben ezüstérmet szerzett, párbajtőrben pedig győzni tudott. 2018 februárjában a hazai világkupa állomáson, Egerben párbajtőr egyéniben bronzzal kezdett, majd tőrben megnyerte a versenyt, akárcsak a párbajtőrcsapattal. Márciusban Pisában tőr egyéniben győzött, párbajtőrben hatodik lett. A világkupa-sorozat montréali állomásán áprilisban párbajtőr egyéniben második helyen végzett, tőrben pedig győzelmet ünnepelhetett. A júliusi világkupán mindkét fegyvernemében bronzérmet szerzett, csapatban betegség miatt az elődöntőben visszaléptek. Szeptemberben a Terniben megrendezett világbajnokságon párbajtőr egyéniben ötödik. Tőr egyéniben és a csapattal is egy-egy bronzérmet szerzett. Novemberben első alkalommal rendeztek világkupát Tbilisziben, amelyet a magyar küldöttség jól abszolvált: Zsuzsi tőr egyéniben a második helyen végzett. Párbajtőrben a legjobb 16 között kikapott, majd a tőrcsapattal újabb ezüstérmet nyert. Decemberben Kiotóban tőr egyéniben remek formában vívott és nyert, a párbajtőr csapattal pedig a dobogó második fokára állhattak fel. 2019 februárjában az Egyesült Arab Emírségekben található Sardzsába utaztak a világkupára, ahol tőr egyéniben győzelmet aratott, a tőrcsapattal pedig bronzérmet szerzett. Márciusban Pisában nyert bronzérmet a párbajtőrcsapat tagjaként. Májusban São Pauloban a világkupán tőr egyéniben megnyerte a versenyt, párbajtőrben pedig második helyen végzett honfitársa mögött, a tőrcsapat tagjaként ugyancsak ezüstérmet szerzett (Hajmási Évával és Mező Boglárkával). Júliusban, a varsói világkupa-állomáson harmadik lett a párbajtőrcsapattal. Egyéniben sem tőrben, sem párbajtőrben nem tudott komolyabb eredményt elérni, kilencedikként zárt mindkét fegyvernemben. A szeptemberi világbajnokságon, amelynek a dél-koreai Cshongdzsu adott otthont, tőr egyéniben a kilencedik helyen végzett, párbajtőr egyéniben és csapatban bronzérmet szerzett, a tőrcsapattal pedig történelmi jelentőségű győzelmet aratott, mivel magyar kerekesszékes csapat még sosem nyert világbajnokságot. Novemberben Amszterdamban a világkupán tőr egyéniben tudott a dobogó legfelső fokára állni. Decemberben tőrben megnyerte az országos bajnokságot. 2020 februárjában az egri világkupán párbajtőr egyéniben és a tőrcsapat tagjaként bronzérmet szerzett. Márciusban kitört a koronavírus járvány, így az év összes sporteseményét lemondták, a tokiói játékokat pedig egy évvel elhalasztották. A paralimpia előtt a kedvezőtlen járványadatok miatt nem rendeztek versenyeket. 
Tokióban párbajtőr egyéniben a nyolcadik helyen végzett, míg a csapattal harmadikként végeztek csoportjukban és nem jutottak be az elődöntőbe, ötödikek lettek. A tőrcsapat tagjaként kiélezett küzdelemben bronzérmet szerzett. A versenyeken, több, korábbi paralimpiához hasonlóan sérülten versenyzett, ezúttal a keze sérült meg, egy éjszakát kórházban is töltött. 2021 novemberében a pisai világkupára egyedüli magyar női versenyzőként utazott ki, tőrben bronzérmet szerzett, párbajtőrben pedig ötödik lett az egyéni viadalok során.

### 2022–
2022 májusától szeptemberig sérülés miatt nem versenyzett. A szeptemberi pisai világkupán tőr egyéniben a legjobbnak bizonyult. A tőrcsapattal ugyancsak döntőbe jutottak, de sérülés miatt nem tudták vállalni a küzdelmeket, így be kellett érniük az ezüstéremmel. A novemberi egri világkupát a tőrcsapattal megnyerte. A decemberben megrendezett varsói EB-n a párbajtőrcsapattal ezüstérmet nyert, a tőrözők bronzérmet szereztek, tőr egyéniben pedig ugyancsak harmadik lett. A 2023-as évet az Amerikai Egyesült Államok fővárosában, Washington, D.C-ben kezdték a paravívók: Zsuzsa tőrben bronzérmet szerzett, Hajmásit legyőzve, párbajtőrben a 13. helyen végzett. A márciusi pisai világkupán tőr egyéniben a nyolcadik helyen fejezte be a küzdelmeket. Az áprilisi világkupa sorozat harmadik állomásán, amelynek a franciaországi Nîmes adott otthont, a tőrcsapattal ezüstérmet szerzett. Varsóban a világkupa soron következő állomásán tőr egyéniben hetedik, párbajtőrben 17., a párbajtőrcsapattal negyedik lett. Szeptemberben a dél-korai Busan városában rendezett világkupán tőr egyéniben a hetedik, párbajtőrben a 12. helyen végzett. A párbajtőrcsapattal hatodikok lettek. Az októberi Terniben rendezett világbajnokságon tőr egyéniben tizedik, párbajtőrben 12. lett. Tőrben és párbajtőrben is bronzérmes lett a csapattal. 2024-et nem kezdte különösebben jól, az éves világkupa sorozat első állomásán Cardiffban tőrben 11., párbajtőrben 27. lett. A 2024-es párizsi Európa-bajnokságon a tőr csapat tagjaként újabb Európa-bajnoki címet szerzett. A são paulo-i világkupán párbajtőr egyéniben a hetedik helyen végzett, a tőr csapattal pedig a dobogó második fokára állhatott fel. A paralimpia előtti utolsó versenyen, a varsói világkupán mindkét fegyvernemében, tőrben és párbajtőrben is egy-egy bronzérmet szerzett.

## Eredményei
- ötszörös paralimpiai ezüstérmes (2x 2004, 2x 2012, 2016)
- hétszeres paralimpiai bronzérmes (2x 2000, 2004, 2012, 2x 2016, 2020)
- ötszörös világbajnok (2002, 2011, 2017 (2x), 2019) [121]
- hatszoros világbajnoki ezüstérmes (2002, 2010, 2011 2x, 2015 2x)
- tizennégyszeres világbajnoki bronzérmes (2002 2x) (2006 2x), (2011), (2013 2x), (2015) (2017 2x) (2019 (2x), (2023 2x)
- tizennyolcszoros Európa-bajnok (2001, 2003 (3x), 2005 (4x), 2007 (3x), 2011 (4x), 2014, 2016, 2024)[122]
- kétszeres Európa-bajnoki ezüstérmes (2001, 2022)
- ötszörös Európa-bajnoki bronzérmes (2001, 2007, 2016, 2022 2x)

## Tanulmányai és szakmai útja
Érettségi után felsőfokú gyógypedagógiai asszisztens, majd gyermekvédelmi ügyintéző végzettséget szerzett. A 2000-es évek elejétől 2009-ig egy ún. hetes óvodában dolgozott Zuglóban, mint gyermekvédelmi szakember. 2002-től a Szent István Egyetem szociálpedagógus szakának hallgatója volt Jászberényben. Tanulmányait nem tudta az élsporttal összeegyeztetni, így diplomát nem szerzett.

## Társadalmi szerepvállalásai
2012 októberében a Mexikói úti Mozgásjavító Iskola nyílt napjának volt az egyik védnöke Sors Tamás paralimpiai bajnok úszóval együtt. 2013 áprilisában Dopemannal és Balássy Pannával együtt lett a Békés Megyei Mozgáskorlátozottak Egyesületének egyik nagykövetjelöltje, ebben az időszakban televíziós műsorokban és rendezvényeken képviselték az egyesületet. A 2013 novemberében alakult Paralimpikonok Klubjának elnökségi tagja. 2023-ban a Magyar Parasport Napjának egyik nagykövete volt Szatmári András világbajnok kardvívóval egyetemben. A Magyar Parasport Napját minden évben a hagyományoknak megfelelően a Halassy Olivér Sport Club megalakulásának évfordulóján, február 22-én rendezik meg. Számtalan sport és nyílt napon vett részt pályafutása során, amelyekkel közvetve és közvetlenül a kerekesszékes vívást és a mozgáskorlátozottak professzionális sportját népszerűsítette.

## Családja
Lánya, Zselyke (2009). Sógornője a kétszeres paralimpiai ezüstérmes Jurák Andrea.

## Díjai, elismerései
- Magyar Ezüst Érdemkereszt (2000)[130]
- Az Év Legjobb Fogyatékos Női Sportolója harmadik helyezett (2000)[131]
- Az Év Mozgássérült Női Sportolója harmadik helyezett (2001)[132]
- Az Év Női Parasportolója (2002)[133]
- Az Év Paracsapata harmadik helyezett (2002)[134]
- Az Év Kerekesszékes Vívója a Magyar Vívószövetségnél (2002)[135]
- Avon Talentum-díj (2003)[136]
- Az Év Fogyatékos Női Sportolója második helyezett (2003)[137]
- Az Év Kerekesszékes Vívója a Magyar Vívószövetségnél (2003)[138]
- Az Év Vodafone Női Parasportolója (2003)[139]
- A Magyar Köztársasági Érdemrend lovagkeresztje (2004)[140]
- Az Év Vodafone Női Parasportolója harmadik helyezett (2004)[141]
- Az Év Fogyatékos Csapata (kerekesszékes vívóválogatott) (2004)[142]
- Az Év Női Parasportolója (2005)[143]
- Az Év Kerekesszékes Vívója a Magyar Vívószövetségnél (2005)[144]
- Az Év Fogyatékos Csapata: a kerekesszékes vívóválogatott tagja (2005)[145]
- Laureus-díj jelölés (2006)[146]
- Az Év Fogyatékos Női Sportolója második helyezett (2006)[147]
- Az Év Fogyatékos Csapata harmadik helyezett: a magyar kerekesszékes vívóválogatott (2006)[148]
- Az Év Fogyatékos Csapata második helyezett (kerekesszékes vívóválogatott) (2007)[149]
- Az Év Kerekesszékes Vívója a Magyar Vívószövetségnél (2010)[150]
- A Magyar Érdemrend tisztikeresztje (2012)[151]
- Az Év Női Para és Fogyatékos Sportolója (2012)[152]
- Az Év Fogyatékos Csapata: a női kerekesszékes párbajtőrcsapat tagja (2012)[153]
- Az Év Női Parasportolója a Magyar Paralimpiai Bizottságnál (2012)[154]
- Legjobb Parasportoló harmadik helyezett a Ringier és a Felix Promotion közös szavazásán (2012)[155]
- Az Év Fogyatékkal Élő Női Sportolója a Vasárnapi Hírek magazinnál (2012)[156]
- Magyar Olimpiai Bizottság Női Bizottságának Különdíja (2013)[157]
- A Magyar Érdemrend középkeresztje (2016)[158]
- Az Év Fogyatékos Női Sportolója (2016)[159]
- Az Év Fogyatékos Csapata: a női kerekesszékes vívóválogatott (2016)[159]
- Az Év Fogyatékos Női Sportolója (2017)[160]
- Az Év Fogyatékos Csapata (női kerekesszékes vívóválogatott tagja) (2017)[160]
- Az Év Fogyatékos Csapata (női kerekesszékes vívóválogatott) (2018)[161]
- Az Év Fogyatékos Csapata harmadik helyezett (női kerekesszékes vívóválogatott tagja) (2019)[162]
- A Magyar Érdemrend középkeresztje a csillaggal (2021)[163]
- Az Év Fogyatékos Csapatának tagja (női kerekesszékes tőrcsapat) (2021)[164]
- Az Év Fogyatékos Csapatának tagja (női kerekesszékes tőrcsapat) (2022)[165]
- A Magyar Érdemrend nagykeresztje (2024)[166]

## Könyvek róla
- Hencsei Pál-Fericsán Kálmán: Újpesti olimpikonok (Budapest, 2014, ISBN 9789630896931)
- dr. Ambrus Péter: Nincs akadály (Budapest, 2015, ISBN 978-615-5007-68-2, 110-122. old.)